# Saint-Germain-des-Angles
Saint-Germain-des-Angles település Franciaországban, Eure megyében. Lakosainak száma 171 fő (2022. január 1.). Saint-Germain-des-Angles Tourneville községgel határos.

## Népesség
A település népessége az elmúlt években az alábbi módon változott:
| Lakosok száma | 137  | 125  | 205  | 222  | 196  | 185  | 173  | 168  | 168  | 171  |
|               | 1968 | 1982 | 1990 | 2006 | 2013 | 2015 | 2017 | 2019 | 2020 | 2022 |